# Marie-Antoinette van Mecklenburg-Schwerin

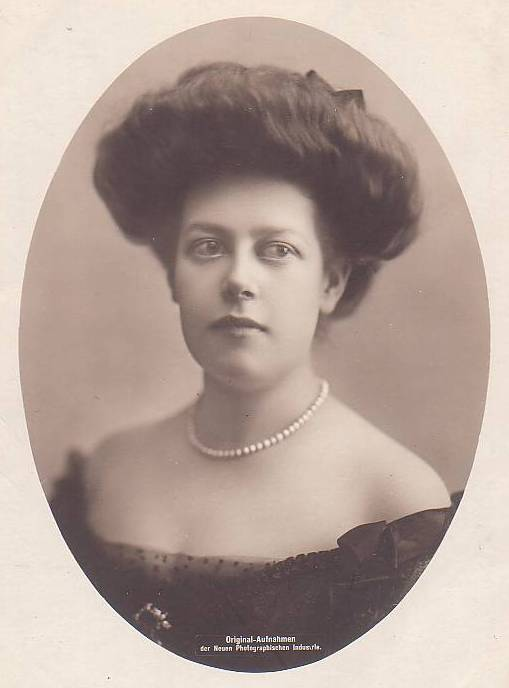
Marie Antoinette van Mecklenburg-Schwerin

Marie Antoinette Margaretha Augusta Mathilde van Mecklenburg-Schwerin  (Venetië, 28 mei 1884 - Bled, 26 oktober 1944) was een hertogin uit het Huis Mecklenburg-Schwerin. Zij was het tweede kind en de derde dochter van hertog Paul Frederik en prinses Marie van Windisch-Graetz en een nichtje van de Nederlandse prins-gemaal Hendrik.
Marie Antoinette (in familiekring doorgaans Manette genoemd) had een tamelijk gespannen relatie met haar neef, regerend hertog van Mecklenburg-Schwerin Frederik Frans IV van Mecklenburg-Schwerin. Die liet het gezin van Manette in 1906 onder financiële curatele stellen, daar haar ouders het kennelijk niet al te nauw namen met het bijhouden van een ordentelijke boekhouding. Zelf zag de hertogin zich regelmatig gedwongen om archeologische vondsten en kunstschatten uit de ouderlijke collectie te verkopen om de eindjes aan elkaar te kunnen knopen. De hertogin zelf trouwde nooit maar reisde veel rond met haar hofdame Antonia Pilars de Pilar. Samen met haar stichtte ze tijdens de Eerste Wereldoorlog verschillende veldhospitaals.
Ze woonde meestentijds in de familievilla in Bled, maar permanent gekweld door geldzorgen reisde ze ook veelvuldig door Europa rond om dan weer bij deze dan weer bij gene welgestelde familieleden soms voor langere tijd van hun gastvrijheid te genieten.